# Matabele (Zimbabue)

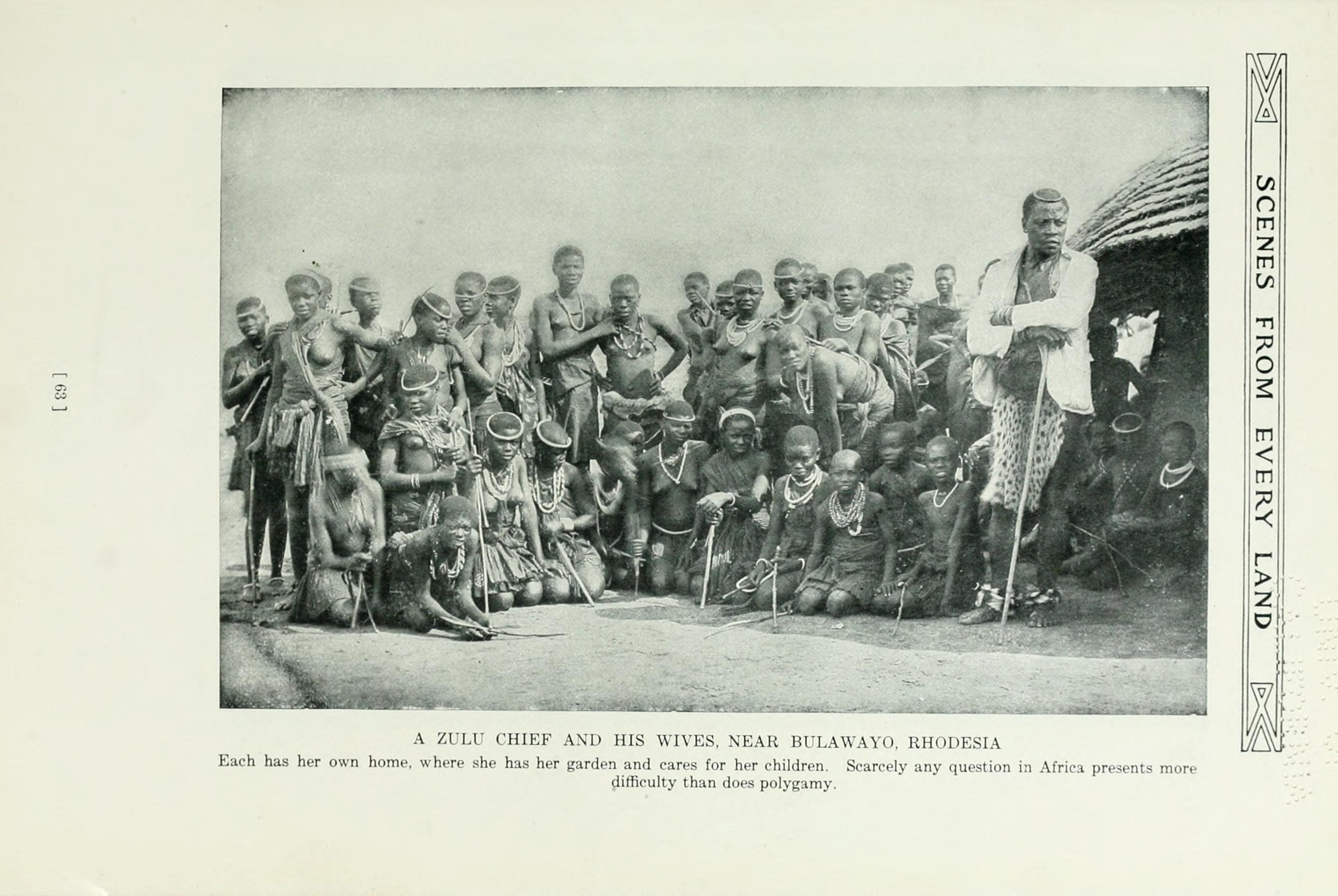
Un jefe y sus esposas en 1909.

Los matabele de Zimbabue o ndebele del norte son una rama de pueblos bantúes que hablan ndebele septentrional. Su historia política se remonta a cuando una jefatura gobernada por zulúes, bajo el liderazgo de Mzilikazi, se separó y distanció del zulú rey Shaka durante la década de 1820. En la actualidad son frecuentemente conocidos como los ndebele de Mzilikazi o los amaNdebele.
Bajo el mando Mzilikazi, los matabele atacaron a los ndebele del sur. Sobre el territorio que agrupaba a todos estos grupos se formó un nuevo reino que pasó a ser conocido como Matabele y era una entidad política diferente del reino zulú del sur.

## Genocidio
En el año 1982, el gobierno de Zimbabue entonces presidido por Robert Mugabe, llevó a cabo una campaña de limpieza étnica conocida como la "Gukurahundi", que en shona literalmente significa "la lluvia temprana que limpia por dentro la paja antes de las lluvias de la primavera". Está campaña, perpetrada por la Brigada 5a del ejército (la cual había recibido entrenamiento especial en Corea del Norte), se dirigió principalmente contra los grupos ndebele de las provincias de Matabeleland y Midlands, sobre todo contra miembros de la ZAPU.
Se estima que murieron entre 10 000 y casi 80.000 civiles durante el genocidio.